# Richard Saul Wurman
Richard Saul Wurman, född 26 mars 1935 i Philadelphia, är en amerikansk arkitekt och grafisk designer. 1976 myntade han begreppet Information architecture som en reaktion på samhällets massiva informationsproduktion utan eftertanke eller struktur.
Wurman har publicerat en lång rad tidskriftsartiklar och böcker, bland annat Rome Access (1987; ISBN 0-671-62578-0).